# فيرديناندو سفورزيني
فيرديناندو سفورزيني (بالإيطالية: Ferdinando Sforzini)‏ (مواليد 4 ديسمبر 1984 في تيفولي - إيطاليا) لاعب كرة قدم إيطالي يلعب حاليا لصالح نادي الدرجة الأولى باري الإيطالي منذ 2009 في مركز المهاجم .

## روابط خارجية
- فيرديناندو سفورزيني على موقع إي إس بي إن إف سي (الإنجليزية)
- فيرديناندو سفورزيني على موقع قاعدة بيانات كرة القدم.إي يو (الإنجليزية)
- فيرديناندو سفورزيني على موقع Soccerway.com (الإنجليزية)
- فيرديناندو سفورزيني على موقع عالم كرة القدم.نت (الإنجليزية)
- فيرديناندو سفورزيني على موقع كووورة
- فيرديناندو سفورزيني على موقع AS.com (الإسبانية)